# Parallelia flavipurpurea
Parallelia flavipurpurea är en fjärilsart som beskrevs av Holloway 1976. Parallelia flavipurpurea ingår i släktet Parallelia och familjen nattflyn. Inga underarter finns listade i Catalogue of Life.